# Cal Fiol
Cal Fiol és una obra de l'Arboç (Baix Penedès) protegida com a Bé Cultural d'Interès Local.

## Descripció
Edificació entre mitgeres de tres plantes d'alçada. En planta baixa hi destaca una portalada adovellada d'arc carpanell, sembla que fou modificada. A la seva dreta hi ha una petita balconera amb una barana de ferro forjat enrasada al pla de la façana. A les plantes superiors hi ha una balconera a cada planta centrada a la façana, amb balcons sembla que també transformats amb el temps. A la primera planta, la porta balconera, emmarcada i emmotllurada, té un balcó amb barana de ferro forjat que "mossega" l'arc del portal de planta baixa. A la llinda apareix gravada la data 16??. A la segona planta, la balconera és de petites dimensions, així com el balcó, suportat per una mènsula emmotllurada allargada. Al seu costat es fan visibles un ampit, brancals i llinda de pedra, restes d'una antiga finestra actualment tapiada.